# Rotor de cua

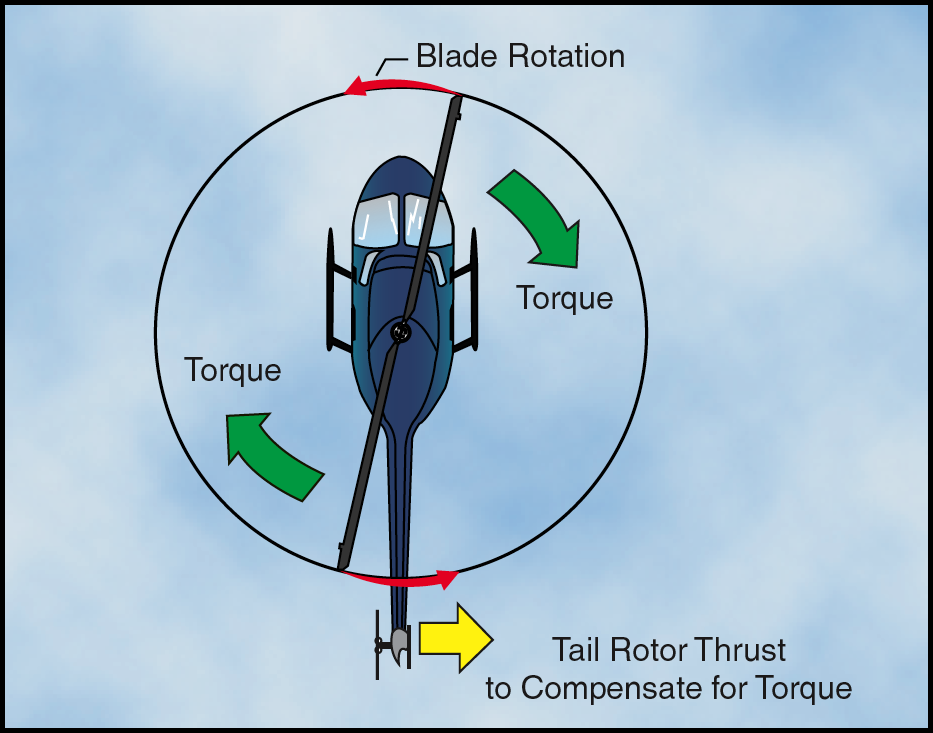
Direcció de gir del rotor principal.
Parell que genera el rotor principal.
Parell del rotor de cua per a contrarestar-lo.

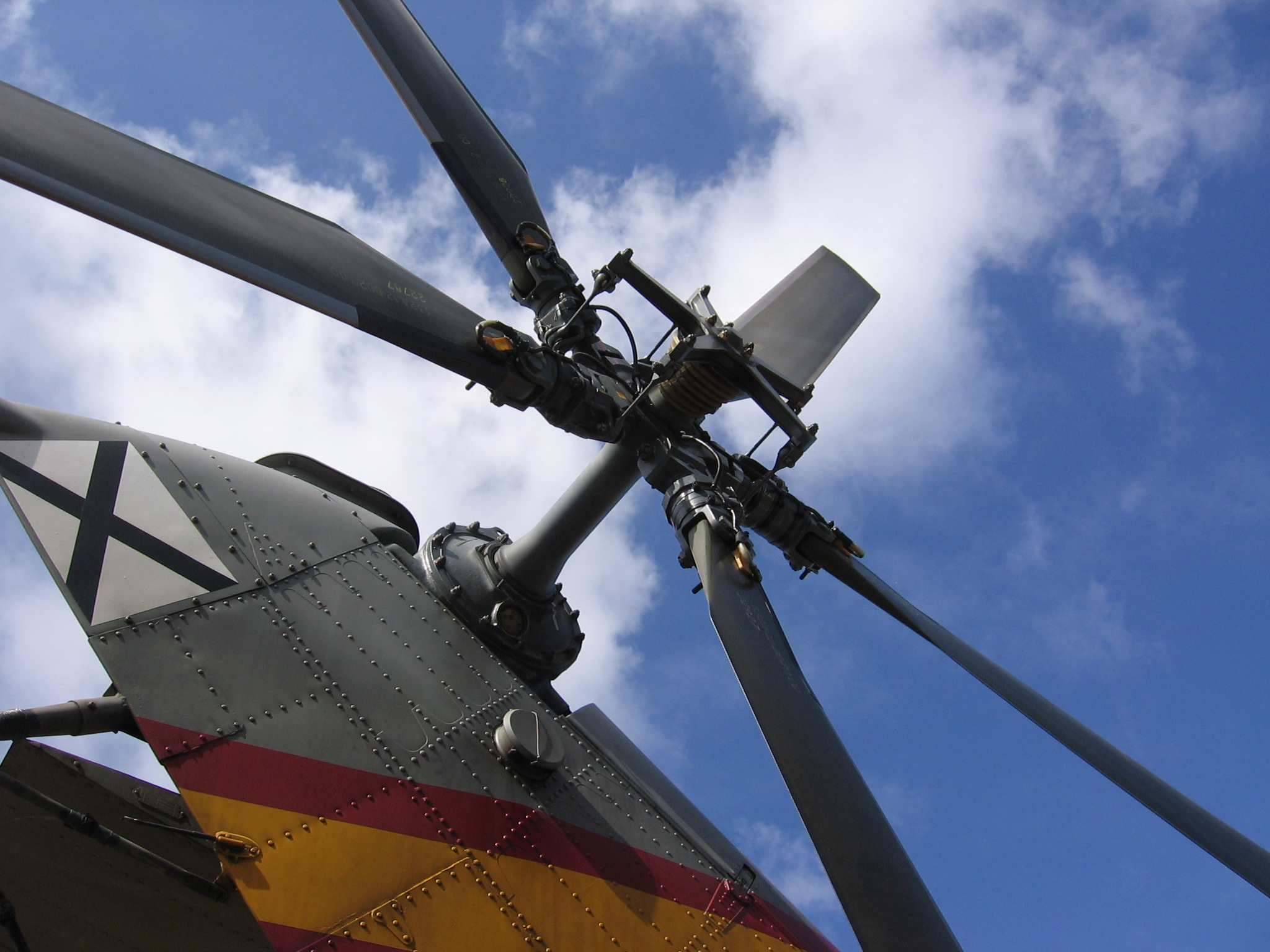
Rotor de cua tradicional d'un Aérospatiale Puma.

El rotor de cua, o rotor antiparell, és un component típic en els helicòpters que tenen un únic rotor principal que consisteix en una hèlix muntada al travesser de cua de l'helicòpter, amb un eix de rotació lateral. L'empenta que crea està desplaçat del centre de gravetat, contrarestant el parell motor creat pel rotor principal, mantenint l'aparell estable en l'aire. El pas de les pales del rotor de cua és regulable pel pilot mitjançant els pedals, això permet al pilot girar l'helicòpter sobre el seu eix vertical, proporcionant el control de direcció.

## Tecnologies alternatives
Alternatives al rotor de cua convencional:
- Fenestron
- NOTAR
- Rotors coaxials
- Rotors en tàndem
- Rotors entrellaçats